# Monokromácia
A monokromácia, monokromázia vagy monokromát színlátás egy olyan állapot, amiben az élőlénynek csak egy csatornája van a színlátáshoz. Emberek esetében színvakságnak (latinul diszkromatopszia) nevezik. Ilyenkor az érintett képtelen megkülönböztetni a különböző színeket. Az okuláris vagy veleszületett akromatopszia esetén a látászavar a szemben az ideghártyát érinti, míg a cerebrális akromatopszia a színlátás idegrendszeri zavara.

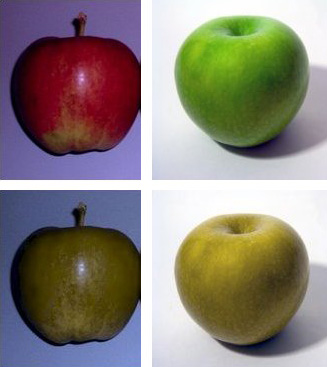
Almák színei színszűrő szemüveggel (fent) és színszűrő szemüveg nélkül. Lent, ahogy a dikromát színtévesztő látja

A színvakságot gyakran a hibás fordítások hatására összekeverik a sokkal gyakoribb színtévesztéssel, amelyben az alany bizonyos színeket még lát, és amely a népesség 5%-át érinti. A kettő közötti határ elmosódott; a súlyos színtévesztők csak nagyon nehezen tudnak színeket megkülönböztetni. A színlátási zavarok közös ICD kódja 53.5, ahová a színvaksággal együtt járó tüneteket (fényérzékenység, kis látásélesség) is csoportosítják.
Egyes állatok, mint például a fókák és egyes cetek monokromátok, egyetlen csaptípussal rendelkeznek, amely a zöld színtartományra a legérzékenyebb.

## Leírása
A retina kétféle fotoreceptort tartalmaz: a csapokat, amelyek a színlátásért felelősek, és a pálcikákat, melyek a szürkületi, a fekete-fehér látásunkért felelősek.
A fényreceptorok közül a csapok szolgálják szemünkben a színlátást. Ezek a csapok három típusba sorolhatók: kék receptorok, zöld receptorok, és sárga receptorok. A vörös színt a sárga receptorok érzékelik, mivel hiányoznak az ideghártyából a vörös szín külön érzéksejtjei. 
Akromatopszia esetén a szem retinájából hiányoznak ezek a csapocskák, vagy egyszerűen működésképtelenek. Ilyen esetekben gyakran előfordulhat az is, hogy egyéb látási problémák is kísérik a teljes színvakságot. A csapok érzékenységének egymásra torlódása monokromáziát eredményez, ami csak egy szín látását teszi lehetővé.

## Okai és típusai
A teljes színvakság nagyon ritka. Okai a színtévesztés okaihoz hasonlók. 
Kétféle lehetőség van a színtévesztés/színvakság kialakulására: az egyik, hogy betegség vagy sérülés váltotta ki (szemhályoggyulladás, mérgezés, alkoholizmus, cukorbetegség satöbbi), a másik, hogy genetikai úton öröklődött. A genetikai okok miatt kialakuló színvakságnak is két fajtája létezik, az egyik a kékcsap-monokromázia és a másik az akromatopszia. Az esetek többségében genetikai eredetű, de előfordulhat, hogy az agyban hibás a színek feldolgozása. Ha genetikai úton öröklött színvakságról beszélünk, akkor az egész életre szól.
Az akromatopszia autoszomális recesszív öröklésmenetű, ezért a férfiak között ugyanolyan ritka, mint a nőknél; megjelenésének gyakorisága egy a százezerhez. Az érintettek csak a szürke árnyalatait látják, és látásélességük alacsony, egészen gyengénlátásig csökkenhet. Emellett érzékenyek a fényre is.
A kékcsap-monokromázia az X-kromoszómához kapcsoltan (Xq28 lókusz), nemhez kötötten öröklődik. Az érintettek a kék szín tartományában látnak. Nem jellemző az alacsony látásélesség és a fényérzékenység sem.
A cerebrális akromatopszia agysérülés következményeként lép fel. Itt nem a szemben, hanem a színészlelésben van a zavar. A látásélesség ép, az élfelismerés és a felületek elkülönítése is. Ilyenkor az alany a világot a szürke különböző árnyalataiban látja, azaz egyáltalán nincs színlátása.

## Az akromatopsziáról bővebben
A színlátásért a csapok a felelősek; ezek veszik fel és adják tovább a színeket. Az örökletes színvakságnak ebben a fajtájában azonban mindhárom típus hiányzik, vagy működésképtelen. Az érintettek szeméből hiányzik a sárgafolt, mivel az nem tartalmaz pálcikákat. Mivel a nappali látás is ezen alapul, így az sem működik úgy, mint ép látás esetén. A pálcikák éjjeli látásra alkalmasak, zavarja őket a nappali fény. Ez okozza a gyenge látásélességet és a fényérzékenységet is.
Az akromátok szürkeárnyalatokat látnak a fehértől a feketéig. Egy intenzív vöröst jellemzően feketébbnek látnak, mint egy ugyanolyan intenzitású feketét. Felismerik a kontúrokat, és nem mosódik el előttük a látvány. A sárgafolt hiánya miatt az épnél később kezd a szemük fókuszálni, ezért akaratlan szemtekerezgés (nystagmus) lép fel, amit az érintett nem vesz észre. A szemtekerezgés egy másik oka a gyenge látásélesség a központi területen.

### Felismerése
Az akromátok maguktól nem veszik észre, hogy nem úgy látnak, mint a többség, ezért a felismeréshez különböző vizsgálatok kellenek. A baboskönyv mellett alkalmaznak vérelemzést az akromatopszia génjének kimutatására, vagy elektroretinogrammal felmérik külön a csapok és külön a pálcikák működőképességét. Ehhez fényvillanást vetítenek az ideghártyára, és a sejtek által leadott jeleket elektródákkal vezetik el.

### Genetikája
Az akromatopszia génjei a klasszikus autoszomális recesszív öröklésmenetet követik. Az ismert mutációk:
- CNGA3-gén (ACHM2=akromatopszia 2=pálcika monokromatizmus 2=Rod Monochromatism 2): 
  - az akromátok 20-30%-ában megtalálható
  - Hiba: a ciklikus-nucleotid-kapu alpha 3 kationcsatornája, vagyis a csap fényreceptor cGMP-kapujú kationcsatornájának alfa egysége = Cyclic-nucleotide-gated cation channel alpha 3 = alpha-subunit of the cone photoreceptor cGMP-gated cation channel
  - Következménye: teljes, vagy nem teljes akromatopszia
  - Lókusz: 2q11
- CNGB3-gén (ACHM3=Achromatopsia 3=Pingelapéz vakság=Pingelapese Achromatopsia)
  - az akromátok 40-50%-ában megtalálható
  - Hiba: a ciklikus nukleotidkapu csatornájának béta alegysége, azaz a cGMP kapujú katoioncsatorna béta alegysége = Cyclic nucleotide gated channel beta subunit = beta-subunit of the cGMP-gated cation channel
  - Lókusz:8q21-q22
- GNAT2-gén: 
  - Hiba: a transzducin csap fotoreceptor-specifikus alfa alegysége = cone photoreceptor-specific alpha subunit of transducin
- ACHM1-gén

### Következményei
Az akromátok fő problémája a fényérzékenység. Az amúgy is gyenge látásélességük már enyhe megvilágításban is tovább csökken. A fényviszonyok változásához szemüvegcserével kell alkalmazkodniuk (színszűrő). A színek megkülönböztetésére való képtelenség további gondokat okoz a színekkel kódolt életben.

## Felismerése
Gyermekkorban nagyon nehéz észrevenni, ha a színlátás nem működik tökéletesen, mivel az érintettnek az a természetes, ahogyan ő lát. Általában iskolás korban kiderül, ha egy tanulónak színlátási zavara van, hiszen az első két évben igen gyakran használnak színes eszközöket. 
Ma már sokféle képteszt létezik, amely segítségével bárki megállapíthatja magáról, hogy van-e valami probléma a színlátásával. A leggyakoribb az Ishihara-teszt (lásd 2., 3., 4. ábra), amelyben a vizsgálandó személynek egy hasonló színárnyalatú (pl. fekete-fehér, vagy zöld vagy piros) pontokból álló ábrát mutatnak, ezen belül egy más színnel (pl. fehér vagy piros, vagy zöld) valamilyen szám olvasható ki. Ilyenkor a színtévesztő emberek képtelenek elkülöníteni a számot a háttértől.

A színvak emberek nem tudják a számot elkülöníteni a háttértől (Ishihara 1. ábrája)
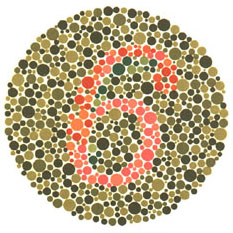
Ishihara teszt (3. ábra) a színtévesztő ötös számjegyet látnak
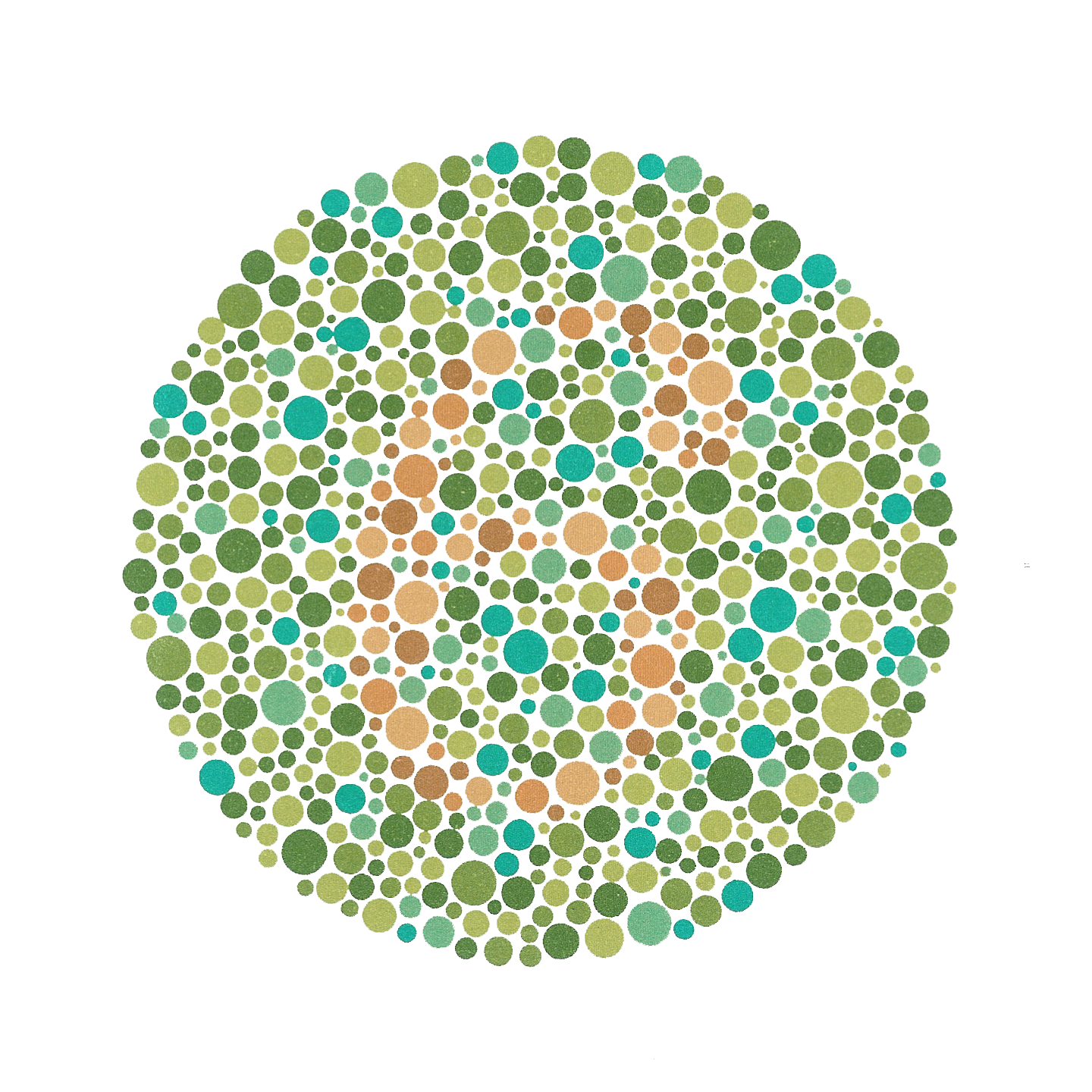
Zöld alapon piros szám, a színvak nem látja a számot (11. ábra)
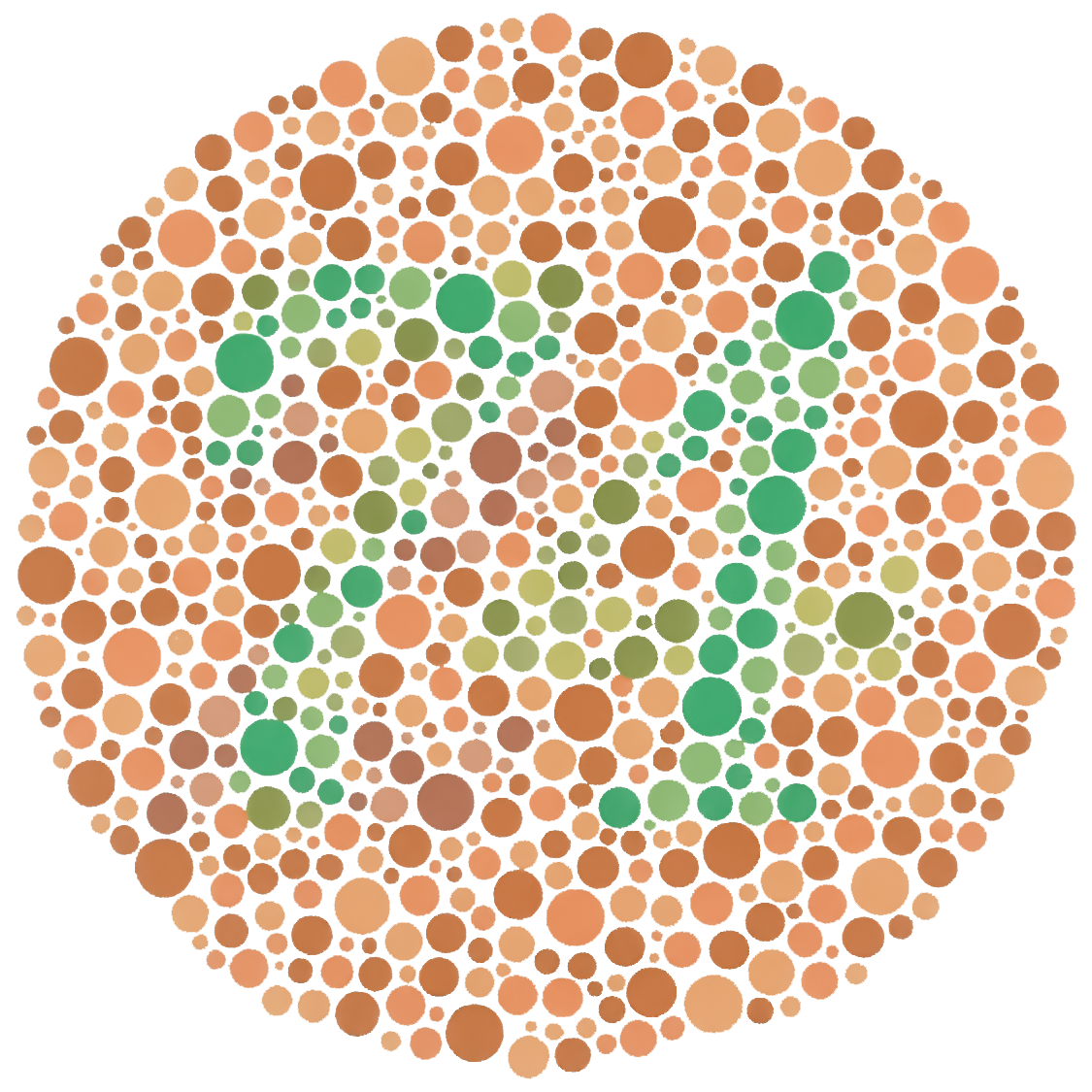
Piros alapon zöld szám, a színtévesztő 21-esként látja a számot (9. ábra)

## Segédeszközök
A színvakok számára készült segédeszközök céljuk szerint három csoportra oszthatók: a fényérzékenység csökkentésére, a gyenge látásélesség kompenzálására és a színlátás pótlására valók.
- A káprázás csökkentését színszűrő szemüveggel vagy színezett kontaktlencsével oldják meg. Használnak az oldalról beeső fényt is szűrő szemüveget, vagy szemellenzős sapkát is. Ezeket a segédeszközöket a fényviszonyok változásaihoz igazítják.
- A gyenge látásélességen nagyítóeszközökkel segítenek. Ezek lehetnek nagyítólencsék, távcsövek, elektronikus olvasókészülékek, nagyítószemüvegek, vagy szemüvegbe épített nagyítók.
- A színek felismerését elektronikus segédeszközök teszik lehetővé. Az Eyeborg kamera segítségével ismeri fel a színeket, és a színinformációt hangjelekkel közvetíti.